# Pomnik Fryderyka III we Wrocławiu
Pomnik cesarza Fryderyka III we Wrocławiu (niem. Denkmal Kaiser Friedrich III.) – pomnik konny cesarza Fryderyka III Hohenzollerna, który znajdował się przed gmachem Śląskiego Muzeum Sztuk Pięknych. Posąg usunięto w 1945 roku.

## Historia
Pomnik został uroczyście odsłonięty 26 października 1901 r. przez następcę tronu (Kronprinza). Posąg usunięto i przetopiono w 1945, cokół zniszczono podczas wyburzania ruin gmachu Muzeum w 1964 roku.

## Projekt i wymowa
Posąg z brązu cesarza na koniu znajdował się na cokole kamiennym, wkomponowanym w środkową część ozdobnej balustrady schodów, prowadzących do głównego wejścia do muzeum. Na cokole był napis dedykacyjny: Friedrich III.